# 従如
従如（じゅうにょ、從如）は、江戸時代中期の浄土真宗の僧。東本願寺第十八代法主 。東本願寺第十六代 一如の孫。

## 生涯
本ページでは、年齢は、数え年。日付は、暦の正確性、著作との整合を保つため、宝暦4年12月30日（1755年2月10日）までは、貞享暦表示。 宝暦5年1月1日（1755年2月11日）からは、宝暦暦表示とする（生歿年月日を除く）。また本山は、「本願寺」が正式名称だが、「西本願寺」との区別の便宜上、「東本願寺」と表記。
- 享保5年6月17日[4]（1720年7月22日）、長福寺一円（一如の四男）を父として誕生。
- 当初は、奈良の教行寺住職に就く。
- （年月日不詳）、一如の甥である第十七代 真如の法嗣[5]となる。
- 延享元年（1744年）、真如が示寂し、第十八代法主を継承。
- 宝暦10年7月11日（1760年8月21日）、41歳で示寂。